# Wolfram von Richthofen
Generál polní maršál Wolfram svobodný pán von Richthofen (10. října 1895, Gut Barzdorf, Slezsko – 12. července 1945, Bad Ischl) byl německý letec za první a druhé světové války a polní maršál. Byl také vzdáleným příbuzným Lothara von Richthofen a Manfreda von Richthofen, který byl nejlepším německým leteckým esem první světové války.

## Život
Roku 1913 vstoupil do německé armády a sloužil v jezdectvu a během první světové války bojoval na východní a západní frontě. Roku 1918 byl přeřazen k německému letectvu, kde během necelých šesti měsíců sestřelil 8 letadel. Roku 1923 vstoupil do Reichswehru a o deset let později – roku 1933 vstoupil i do Luftwaffe. Roku 1936 odletěl s Legií Condor do Španělska. Tam sloužil jako náčelník štábu Huga Sperrleho. Z této funkce byl také přímo odpovědný za bombardování města Guernica, které se odehrálo 26. dubna 1937. V listopadu 1938 byl povýšen – stal se generálmajorem. O rok později byl ze Španělska stažen a od 19. července 1939 začal velet VIII. Fliegerkorpsu se kterým se podílel na bombardování Varšavy. Této jednotce velel až do roku předposledního dne června 1942. Při západním tažení podporoval jednotky Ewalda von Kleist a armádu Waltera von Reichenau. Roku 1940 získal vyznamenání – Rytířský kříž Železného kříže. Se svým sborem se také roku 1940 zúčastnil Bitvy o Británii. Roku 1941 podporoval německou armádu při řeckém tažení za což po dobytí Kréty obdržel pro svůj kříž dubové ratolesti. O dva roky později – 12. června 1943 začal velet italské 2. letecké armádě, které velel až do 27. září 1944, kdy byl poslán podporovat Skupině armád Jih do Ruska. Roku 1943 byl povýšen do nejvyšší možné hodnosti – stal se generálem polním maršálem (nejmladší ve své době). Roku 1944 přestal být v aktivní službě a byl přeřazen do zálohy, protože byl u něj objeven mozkový nádor.
Roku 1945 zemřel v americkém zajateckém táboře v Bad Ischlu v Rakousku na mrtvici.

## Vyznamenání
- Železný kříž 2.třídy (21. září 1914)
- Železný kříž 1.třídy (červen 1918)
- Španělský kříž s meči ve zlatě a s brilianty (6. červen 1939)
- Spona k Železnému kříži 2.třídy (12. září 1939)
- Spona k Železnému kříži 1.třídy (25. září 1939)
- Rytířský kříž Železného kříže (17. květen 1940)
- Dubové ratolesti k Železnému kříži (17. červenec 1941)
- Řád Michala Vítěze 3. třídy (29. červenec 1942)
- Řád Michala Vítěze 2. třídy (15. únor 1943)
- Medaile za východní frontu 1941/1942
- Krymský štít [6]
- Rukávová páska Kréta[7][4]

## Povýšení
- Fähnrich – 22. březen 1913
- Poručík – 19. červen 1914
- Oberleutnant – 31. červenec 1925
- Hauptmann – 1. únor 1929
- Major – 1. červen 1934
- Oberstleutnant – 20. duben 1936
- Oberst – 23. leden 1938
- Generálmajor – 1. listopad 1938
- General der Flieger – 19. červenec 1940
- Generálplukovník – 1. únor 1942
- Generalfeldmarschall – 16. únor 1943[4]